# Exocentrus parrotiae
Exocentrus parrotiae là một loài bọ cánh cứng trong họ Cerambycidae.